# Seat 133

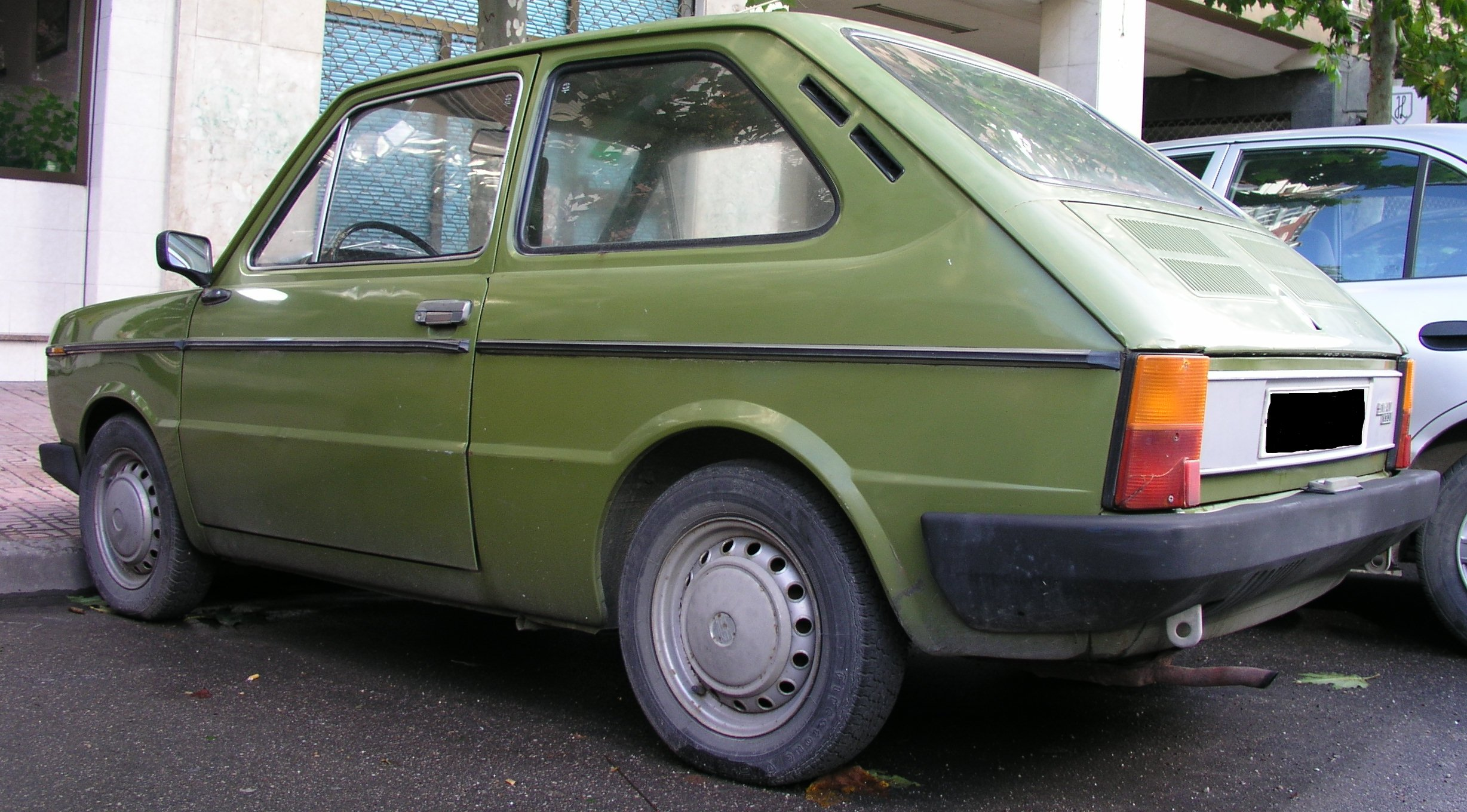
Heckansicht

Der Seat 133, in Deutschland Fiat 133, war ein viersitziger, zweitüriger Kleinwagen mit Heckmotor und -antrieb des spanischen Herstellers Seat.
Anfang 1974 erschien der 133 als einer der beiden Nachfolger des Seat 850, von dem auch Bodengruppe und Motor stammen. Die Karosserie entsprach dem Stil des Fiat 126, war aber größer und enthielt im Gegensatz zu dem aus dem Fiat Nuova 500 entwickelten 126 einen wassergekühlten Motor. Die Platzverhältnisse waren zwar besser als beim Fiat 126, doch auch hier war das Kofferraumvolumen mit 180 Litern recht beschränkt, zumal sich im Unterschied zum Seat 850 die Rücksitzlehne nicht mehr umklappen ließ.
Vorn hatte der Seat 133 Querlenker und Querblattfeder mit Stoßdämpfern und Querstabilisator, hinten Schräglenker, Schraubenfedern, Stoßdämpfer und ebenfalls einen Querstabilisator. Die Schneckenlenkung war mit 2,8 Lenkradumdrehungen von Anschlag zu Anschlag sehr direkt übersetzt.
Der im Heck längs eingebaute Vierzylinder-Reihenmotor mit 843 cm³ Hubraum wurde mit einem Viergangschaltgetriebe kombiniert und in drei Leistungsvarianten angeboten, als „Normal“ (DG) mit einer Leistung von 34 PS (25 kW) bzw. als „Super“ (DB) mit 37 PS (27 kW) und erhöhter Verdichtung. Diese Modelle hatten vorn wie hinten Trommelbremsen.
Für den spanischen Markt wurde noch eine weitere Version mit Doppelvergaser und vorderer Scheibenbremse angeboten. Dieses Especial genannte Modell hatte 43 PS (32 kW) bei 6400/min, damit erreichte es eine Höchstgeschwindigkeit von 135 km/h. Ebenfalls für den spanischen Markt gab es zwei Ausstattungsvarianten, den Normal + Especial mit normaler Karosserie und den Lujo bzw.  Especial Lujo mit vergrößerten Stoßfängern vorn und hinten bzw. Plastikblenden an der Front und am Heckblech.
In Deutschland und anderen Ländern kam das in Spanien gefertigte Modell 1975 als Fiat 133 auf den Markt und wurde ausschließlich in der 25-kW-Version angeboten. Da Seat zu dieser Zeit mit dem Fiat-Konzern verbunden war und noch kein eigenes Vertriebsnetz besaß, konnte man auch andere Seat-Modelle bei einem Fiathändler bestellen. 1980 wurden die letzten Neufahrzeuge in Deutschland zugelassen.
Mitte 1980 wurde der Seat 133 zugunsten des Seat Panda eingestellt, in Argentinien wurde er von Industria Argentina Vehículos de Avanzada (IAVA) als Fiat 133 Iava bis 1981 in Lizenz produziert.

## Technische Daten
| Radstand         | 2027 mm   |
| Länge            | 3451 mm   |
| Breite           | 1421 mm   |
| Höhe             | 1355 mm   |
| Leergewicht      | 690 kg    |
| Zuladung         | 320 kg    |
| Kofferrauminhalt | 180 Liter |
| Tankinhalt       | 30 Liter  |